# Jessica Campbell (Schauspielerin)
Jessica Campbell (* 30. Oktober 1982 in Tulsa, Oklahoma; † 29. Dezember 2020 in Portland, Oregon) war eine US-amerikanische Schauspielerin.

## Leben
Campbell wuchs in St. Louis, Missouri auf. In der Komödie Election (1999) spielte sie neben Matthew Broderick und Reese Witherspoon die Rolle der lesbischen Schülerin Tammy Metzler. Für diese Rolle wurde sie für den Independent Spirit Award und den YoungStar Award nominiert. Im preisgekrönten Film The Safety of Objects (2001) spielte sie neben Glenn Close und Dermot Mulroney eine der größeren Rollen. Im preisgekrönten Independent-Film Dad’s Day (2002) spielte sie eine der Hauptrollen, ähnlich wie im Film Junk (2002), den sie ebenfalls koproduzierte. Anschließend nahm sie ein Anthropologiestudium in Kalifornien auf. In späteren Jahren war sie als Naturheilkundlerin tätig.
Campbell starb im Alter von 38 Jahren am 29. Dezember 2020 in Portland, Oregon; sie hinterließ einen zehnjährigen Sohn und ihren Ehemann. Eine genaue Todesursache wurde nicht publiziert, allerdings habe sie vor ihrem Tod Grippesymptome gezeigt.

## Filmografie
- 1992: Ich will meine Kinder zurück! (In the Best Interest of the Children, Fernsehfilm)
- 1999: Election
- 2000: Voll daneben, voll im Leben (Freaks and Geeks, Fernsehserie, 2 Episoden)
- 2001: The Safety of Objects
- 2002: Dad’s Day
- 2002: Junk